# Уорк, Джон
Джон Уо́рк (англ. John Wark; род. 4 августа 1957, Глазго, Шотландия) — шотландский футболист, который провёл большую часть своей карьеры, играя за английский клуб «Ипсвич Таун».
Будучи универсальным футболистом, Уорк играл большую часть своей профессиональной карьеры на позиции полузащитника, хотя он иногда выходил на поле как центральный защитник или даже нападающий.
Он выиграл рекордные четыре награды лучшему игроку года «Ипсвич Таун», прежде чем стать одним из четырёх первых членов клубного Зала славы. Уорк пробыл в сумме 17 лет в составе клуба, который дал начало его карьере. Всего у Уорка было три периода пребывания в «Ипсвич Таун», также он выступал за «Ливерпуль» и «Мидлсбро».
Он представлял Шотландию на международной арене, сыграв 29 матчей и забив семь голов. Входил в состав сборной Шотландии на чемпионате мира 1982 года, на котором он провёл три матча, забил 2 мяча.
Во время своей карьеры футболиста Уорк сыграл в фильме «Бегство к победе». После завершения карьеры профессионального игрока в 1996 году он продолжал работать в «Ипсвич Таун», с апреля 2009 года — в отделе по реабилитации травмированных. Его автобиография, «Wark On», была опубликована в 2009 году.

## Ранние годы
Уорк родился в Глазго, его родителями были Алекс Уорк и Елена Уорк. Джон был третьим из четырёх детей в семье, у него были старшие сестра Вильма и брат Алекс, младший брат Эндрю. Семья жила в четырёхэтажном многоквартирном доме в Партике. Родители Уорка зарабатывали мало, поэтому не могли позволить себе купить детскую кровать, и он спал в обычном деревянном ящике. Хотя его окрестили Джоном, Уорка вскоре стали называть в кругу семьи Джонни, и это детское имя закрепилось за ним на время всей футбольной карьеры.
В начале 1960-х годов семья переехала в другой многоквартирный дом на этот раз в Скотстаун. Отец Уорка нашёл работу в «Albion Motors», офис которого находился неподалёку. У нового дома был задний двор, на котором Уорк играл в футбол с шести лет. Позднее он сказал: 

Футбол, кажется, занимал 99 процентов моего свободного времени в детстве.Оригинальный текст (англ.)Football seemed to occupy 99 per cent of my time as a youngster
 Уорк учился в Скотстаунской начальной школе, где он стал капитаном ученической футбольной команды. После перехода в среднюю школу он стал членом школьной сборной Глазго. Он также играл за молодёжную команду «Друмчапел Аматорс», где выступал в период тренерства Дэвида Мойеса старшего, отца нынешнего тренера «Эвертона».
Во время игры за «Друмчапел» Уорк привлёк внимание «Селтика». Он некоторое время тренировался с клубом на «Селтик Парк», прежде чем получил приглашение в основной состав. Однако Уорк не хотел играть за этот клуб, так как был фанатом «Рейнджерс», принципиального соперника «Селтика». Получив предложения от нескольких английских клубов, в том числе «Бристоль Сити», «Манчестер Сити» и «Ипсвич Таун», Уорк выбрал последний, хотя был на просмотре и в Манчестере. По прибытии на «Портман Роуд» Уорк сразу был замечен тренером команды, Бобби Робсоном. Затем он говорил о Джоне как о футболисте, который «оказал самое большое влияние на него». Уорк также был доволен тренером и подписал с клубом контракт на постоянной основе.

## Клубная карьера

### Первый этап в «Ипсвиче»
Уорк начал свою карьеру в «Ипсвиче» с молодёжной команды. Первоначально он играл на левом фланге защиты, позже переместился в центр обороны, но иногда занимал и позицию правого защитника. Он перешёл в основную команду в 17 лет в качестве замены для травмированного Кевина Битти. Он дебютировал 27 марта 1975 года в матче Кубка Англии против «Лидс Юнайтед». Матч был сыгран на стадионе «Филберт Стрит», который закреплён за «Лестер Сити», в той игре «Ипсвич» выиграл 3:2. Позже Уорк сказал:

Мой дебют состоялся в четвертьфинале Кубка Англии против «Лидса» Джайлза и Бремнера. Он [Робсон] сказал: «Я бы не поставил тебя в состав, если бы не думал, что ты достаточно хорош.» Он был мне вторым отцом, потому что я скучал по дому. Если бы не тренер, я уехал бы назад в Глазго.Оригинальный текст (англ.)My debut was in the quarter-final of the FA Cup against the Leeds team of Giles and Bremner. He [Robson] said, 'I wouldn't put you in the team if I didn't think you were good enough'. He was a father figure as well because I was homesick. If it hadn't been for the boss I would have been straight back to Glasgow.
Сыграв ещё четыре матча за первую команду, Уорк продолжал помогать молодёжной команде. В частности, успех в финале Молодёжного кубка Англии, где была одержана победа над «Вест Хэм Юнайтед» со счётом 5:1, является частичной заслугой Уорка. Он провёл большую часть 1975/76 сезона, играя за резерв и был представлен к награде «Молодой игрок года», несмотря на то, что он сыграл всего четыре матча за первую команду. Позже Уорка стали выпускать в центр поля, он сыграл более 30 матчей в 1976/77 сезоне, забив свой первый гол за клуб (10 всего). Он стал регулярным исполнителем пенальти, а также получил свою первую красную карточку.
В июне 1977 года Уорк был впервые вызван в сборную Шотландии на товарищеский матч против Восточной Германии, однако разрыв подколенного сухожилия во время предсезонной подготовки перечеркнул все шансы на международный дебют. Травмы выбили его из первой команды до января 1978 года: он вернулся в состав на матч против «Кардифф Сити» в третьем раунде Кубка Англии сезона 1977/78.
Посредственные выступления в чемпионате стали причиной того, что «Ипсвич» закончил сезон всего на три позиции выше зоны вылета, но сезон закончился успехом в Кубке Англии. Уорк забил гол, чем внёс свой вклад в победу над «Вест Бромвич Альбион» со счётом 3:1 в полуфинале. Также он участвовал в финале на «Уэмбли», соперником был «Арсенал», который считался фаворитом, однако, «Ипсвич» выиграл со счётом 1:0. Уорк отметил, что «мы были аутсайдерами, но в тот день мы разгромили их». Уорк не касался мяча первые 18 минут встречи. После того, как игроки покинули поле в перерыве, Дэвид Геддис сказал Уорку: «Убедись, что ты пробьёшь точно во втором тайме, и только потом бей». Во второй половине игры Уорк «игнорировал» советы Геддиса и дважды попал в штангу ворот Пата Дженнингса почти с одинаковых позиций (из пределов штрафной площади) и с одинаковыми траекториями полёта мяча.
Дважды в течение следующих трёх сезонов «Ипсвичу» не хватало нескольких очков, чтобы выиграть чемпионат, команда занимала второе место после «Ливерпуля» и «Астон Виллы» соответственно. Тем не менее, «Ипсвич» выиграл европейский трофей, Кубок УЕФА сезона 1980/81. Уорк стал лучшим бомбардиром турнира, забив 14 голов, в том числе два (по одному в каждом матче) в финале. «Ипсвич» обыграл голландский АЗ со счётом 5:4 по сумме двух матчей. Результат Уорка повторил рекорд игрока «Милана», Жозе Алтафини в Кубке европейских чемпионов сезона 1962/63. Уорк в том году выиграл не только командную европейскую награду, но и личную — Молодой Игрок Года. Он получил признание своих коллег в Англии, став игроком года по версии футболистов ПФА. Он завершил сезон 1980/81 с 36 голами.
Уорк продолжал играть за «Ипсвич». После ухода тренера команды Робсона в сборную Англии в 1982 году пришёл новый тренер, Бобби Фергюсон. Из-за отклонения требования Уорка о повышении заработной платы он изъявил желание покинуть клуб, Уорком заинтересовался «Ливерпуль». Он был продан за 450 тысяч фунтов 10 марта 1984 года. Уорк рассматривался в качестве одной из трёх потенциальных замен Грэму Сунессу, который перешёл в итальянскую «Сампдорию» в летнее трансферное окно. Этот период был одним из самых успешных в истории «Ливерпуля»: команда шесть раз выиграла чемпионский титул, три раза Кубок европейских чемпионов и столько же Кубков лиги за следующие восемь сезонов.
Итоги сезона 1982/83, последнего сезона Уорка с «Ипсвичем», были таковы: он забил 20 голов в 42 играх лиги (его личный рекорд), хотя этого было недостаточно, чтобы «Ипсвич» вышел в еврокубки (девятое место в итоговой таблице). Это был худший результат после 18-го места в 1978 году.

### «Ливерпуль»
Для того, чтобы начать игру за клуб, Уорк должен был пройти медицинское обследование, которое несколько удивило его:

Я был весьма озадачен, когда врач вошёл в раздевалку «Энфилда». Он был небольшого роста, а когда он представился, от него донёсся запах алкоголя. Я был ещё более удивлён, когда он объявил, что нам никуда не надо идти для проведения медицинского обследования. Он измерял моё кровяное давление, посмотрел на результат и пробормотал, что всё нормально. Затем произошло то, чего я и по сей день не могу понять. Он попросил меня наклониться и коснуться пальцев ног. Стараясь не показать ему моё удивление, я сделал именно так, как он просил, после того, как я поднял голову, он заговорил снова, на этот раз объявил, что медосмотр пройден. Это и было всё ливерпульское медобследование.Оригинальный текст (англ.)I was rather taken aback when the doctor entered the Anfield boot room. He was small in stature and I could not help but detect the smell of alcohol on his breath as he introduced himself to me. I was even more surprised when he announced we would stay put to conduct the medical examination. He took my blood pressure, looked at the reading and muttered 'that's fine'. Then something happened that to this day I still cannot get over. He asked me to bend down and touch my toes. Trying not to show my surprise, I did exactly as he asked and as I lifted my head he spoke again, this time to announce 'you've passed'. That was it, my Liverpool medical.
Уорк дебютировал за клуб 31 марта 1984 года, матч закончился победой со счётом 2:0 над «Уотфордом» на «Викаридж Роуд». Кроме того, Уорк забил первый гол за «Ливерпуль» на 58-й минуте. «Ливерпуль» выиграл чемпионский титул в том сезоне, Уорк сыграл достаточно много матчей и также получил «золото». Он закончил 1984/85 сезон лучшим бомбардиром клуба, опередив нападающего Иана Раша. Он забил 27 голов в 62 матчах, его средняя результативность составляла 2,3 гола за игру. Также Уорк сделал три хет-трика: по одному в Лиге, Кубке Англии и Кубке европейских чемпионов. «Ливерпуль» прошёл в финал Кубка европейских чемпионов в 1985 году, но матч был омрачён трагедией на Эйзеле, о ней Уорк вспоминает как о «кошмаре».
В сезоне 1985/86 Уорк сыграл 18 матчей, забив шесть раз, но упустил возможность поучаствовать в оформлении «Ливерпулем» дубля (победы в чемпионате и Кубке Англии) из-за сломанной лодыжки, которую он травмировал через несколько дней после Нового года. Это было следствием повреждения ахиллова сухожилия. В конце концов, он вернул свою прежнюю форму, что стоило ему немалых усилий, с целью восстановить своё место в составе «Ливерпуля», которое занял Стив Макмагон. Уорк вышел на замену на последние секунды матча (ни разу не коснулся мяча), когда «Ливерпуль» проиграл в 1987 году финал Кубка Лиги «Арсеналу». В планы тренера Кенни Далглиша входило приглашение новых полузащитников, в том числе Джона Барнса. Уорк был продан обратно в «Ипсвич» 4 января 1988 года за сто тысяч фунтов. Несмотря на финансово более выгодные предложения от «Уотфорда» и «Ковентри Сити», он последовал совету Бобби Робсона: «Деньги — это ещё не всё, что нужно для счастья». Уорк покинул Мерсисайд с 42 голами в 108 матчах и средним результатом в один гол каждые 2,6 игр.

### Второй этап в «Ипсвиче»
«Ипсвич» был понижен в классе за полтора года до возвращения Уорка в клуб, команда играла во Втором дивизионе. Во время второго периода игры в «Ипсвиче» Уорк был близок к тому, чтобы сыграть во всех матчах лиги. Он пропустил только две игры за два сезона. Он был лучшим бомбардиром клуба в сезоне 1988/89, разделив достижение с форвардами Далианем Аткинсоном и Джейсоном Доззеллом.
Сезон 1988/89 «Ипсвич» начал с ничьи, однако, после шести матчей, пять из которых завершились победой, «Ипсвич» возглавил турнирную таблицу. Начиная с десятого тура, последовала серия из пяти поражений, в итоге «Ипсвич» занял восьмое место. В следующем сезоне две стартовые победы позволили «Ипсвичу» стать лидером, но дальнейшие выступления ухудшили положение дел: 17-е место после 12 туров. Далее последовало постепенное улучшение, конец сезона выдался стабильным, клуб занял девятое место. После трёх сезонов в середине турнирной таблицы команда лишилась тренера: Джон Дункан был уволен и заменён Джоном Льяллом. Как только контракт Уорка истёк, он получил, по его мнению, «смешное» предложение от Льялла, от которого отказался. Уорк стал свободным агентом и был подписан «Мидлсбро» в августе 1990 года, команда тогда выступала во Втором дивизионе. В этих двух сезонах с «Ипсвичем» Уорк забил 20 голов и оба раза стал Игроком года «Ипсвич Таун».

### «Мидлсбро»
Уорка подписал «Мидлсбро», первый клуб, который проявил явный интерес к его приобретению. Ему был предложен двухлетний контракт, и его часто стали выпускать в центр обороны по причине недостатка игроков на эту позицию. Кроме того, Уорк имел опыт игры в защите. Он стал регулярно выходить на поле и помог команде выйти на седьмое место в конце сезона, что давало возможность играть в плей-офф. После ничьи 1:1 с «Ноттс Каунти» на «Эйрсом Парк» тренер Колин Тодд сообщил Уорку, что тот не будет играть во втором матче. Уорк был возмущён, «Мидлсбро» проиграл второй матч с минимальным счётом. Тодд покинул клуб и был заменён Ленни Лоуренсом, который имел свою, кардинально другую философию. Уорк ещё жил в Ипсвиче в то время, и после обоюдного соглашения с Лоуренсом его контракт был разорван. Он снова стал свободным агентом.

### Третий этап в «Ипсвиче»
Оставшись без клуба перед началом сезона 1991/92, Уорк тренировался с «Ипсвичем», чтобы поддерживать себя в форме, и отклонил предложения от «Лейтон Ориент», «Колчестер Юнайтед» и «Фалкирка». Когда в «Ипсвиче» пострадали от травм сразу несколько защитников, руководство предложило ему контракт первоначально на понедельной основе, а позже была оформлена сделка сроком на один год. Уорк сыграл 43 матча в первом сезоне своего третьего этапа пребывания в клубе. Первые результаты в сезоне были таковы: клуб выиграл семь из своих первых 11 матчей в лиге. В пятом туре кубка Англии «Ипсвич» встретился с «Ливерпулем», после первого матча была назначена переигровка на «Энфилде», Уорка встретили овациями оба фанатских сектора. «Ипсвич» проиграл со счётом 3:2 после дополнительного времени, хотя вёл со счётом 2:1 в первом тайме. «Ипсвич» хорошо отыграл в лиге и стал её чемпионом, что способствовало повышению в новообразованную Премьер-лигу. Уорк закончил сезон в статусе игрока года «Ипсвич Таун» третий раз в своей карьере.
Уорк согласился продлить контракт на сезон 1992/93. Также его попросили, чтобы он снялся в рекламе «Sky Sports» для популяризации первого розыгрыша Премьер-лиги. «Ипсвич» был единственным клубом Премьер-лиги, который остался непобеждённым после восьми игр (в этом есть и заслуга Уорка, гол которого помог сравнять счёт (1:1) в матче с «Тоттенхем Хотспур»). «Ипсвич» шёл четвёртым в феврале, и было немало разговоров о чемпионстве, которое так долго было недостижимым для команды, но 13 игр подряд без побед опустили клуб на 16-е место в турнирной таблице. Лишь три очка, добытые благодаря победе в последнем туре, отделили клуб от зоны вылета. 37-летний Уорк подписал ещё один годичный контракт незадолго до конца сезона 1993/94. «Ипсвич» был спасён от вылета в последнем туре (второй раз подряд хороший старт сменился спадом под конец сезона) благодаря тому, что Марк Стейн забил за «Челси» на «Стэмфорд Бридж» победный гол в матче с «Шеффилд Юнайтед», ближайшим конкурентом «Ипсвича», который был понижен в классе. Уорк снова стал лучшим игроком года «Ипсвич Таун» рекордный четвёртый раз.
Как Уорк, так и «Ипсвич» в 1994/95 сезоне выглядели на порядок хуже. Клуб проиграл «Манчестер Юнайтед» со счётом 9:0, в том сезоне «Ипсвич» записал в свой актив меньше всего побед и наибольшее количество поражений в своей истории (7 и 29 соответственно). Огорчил болельщиков выездной матч в Норвиче, где команда проиграла со счётом 3:0. Уорк сыграл меньше 20 матчей в следующем сезоне в первую очередь из-за постоянных рецидивов травмы ноги. Он сыграл ещё в трёх матчах в сезоне 1996/97, в том числе в игре против «Арсенала» на «Портман Роуд». Уорк вышел последний раз на поле в матче против «Транмир Роверс» 30 ноября 1996 года в возрасте 39 лет. На этом этапе он был самым возрастным игроком клуба. Из общего количества в 826 матчей лиги Уорка как профессионала он сыграл 679 матчей за «Ипсвич». По состоянию на 8 ноября 2012 года, он является вторым бомбардиром в истории «Ипсвич Таун» со 190 голами (уступает лишь Рею Кроуфорду, который забил 218 голов), несмотря на то, что редко появлялся на позиции нападающего.

## Национальная сборная
С 1979 года Уорк регулярно вызывался играть за национальную сборную, как правило, на позиции защитника. В конечном счёте он сыграл 29 матчей за сборную Шотландии и забил семь голов. Джок Стейн был тренером Шотландии, при котором Уорк дебютировал 19 мая 1979 года в матче британского чемпионата против Уэльса на «Ниниан Парк», Шотландия проиграла со счётом 3:0. Уорк забил свой первый гол через неделю, 26 мая, опять же в игре британского чемпионата против Англии на «Уэмбли». Однако усилий Уорка было недостаточно, так как Шотландия потерпела поражение со счётом 3:1.
После домашнего поражения от Бельгии со счётом 3:1 в декабре 1979 года Уорк не вызывался в сборную до февраля 1981 года. Он снова вышел на поле в футболке сборной в выездном отборочном матче на чемпионат мира 1982 против Израиля. После успешной квалификации Уорк был включён в сборную Шотландии, которая поехала на чемпионат мира в Испанию под руководством Стейна. Уорк сыграл три матча и забил два гола, оба в одном матче против Новой Зеландии. Шотландия выиграла со счётом 5:2, однако, не прошла групповой этап.
Последний матч за Шотландию Уорк сыграл в сентябре 1984 года под руководством всё того же Стейна. Он был заменён на Пола Макстея ещё в первом тайме, матч закончился победой со счётом 6:1 над Югославией. В 1985 году ушёл из жизни Джок Стейн, что сильно потрясло игроков сборной, в том числе и Уорка, который не желал играть за Шотландию под руководством другого тренера. К тому же у нового тренера, Алекса Фергюсона, была своеобразная политика в отборе кадров для сборной. Незадолго после Уорка со сборной был вынужден уйти ещё один игрок «Ливерпуля», Алан Хансен, а всё потому, что Фергюсон считал игроков шотландского чемпионата более сыгранными между собой, чем игроков того же «Ливерпуля».

## Жизнь вне футбола

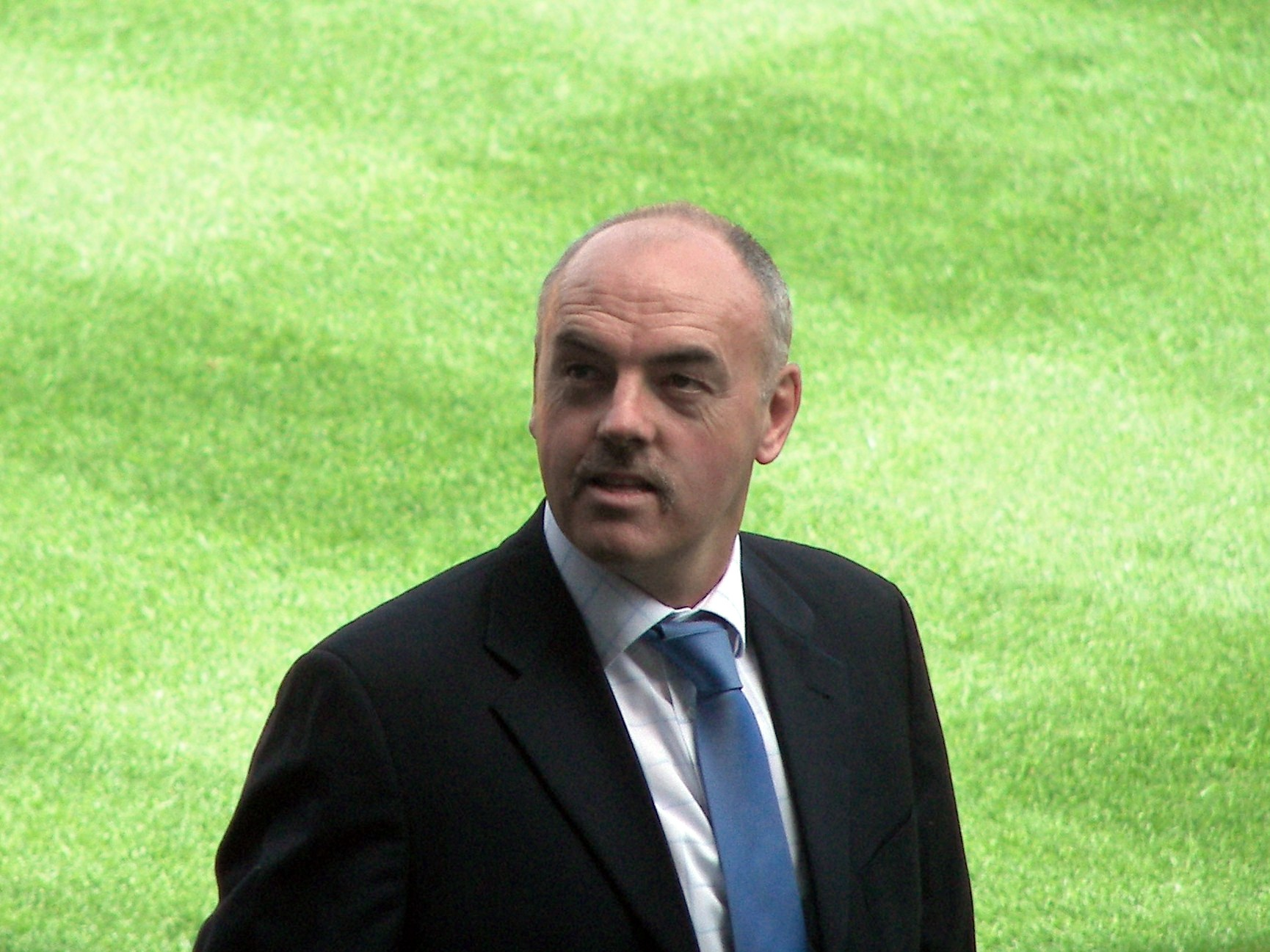
Уорк на «Портман Роуд» (2007 год)

### Личная жизнь
Уорк был женат дважды, первую жену звали Тоула. Отношения были узаконены 1 июля 1981 года, от неё Уорк имеет сына, Эндрю, он родился в июне 1983 года. Вторую жену звали Карен Тейлор (в девичестве), свадьба состоялась в Гретна-Грине в субботу 25 апреля 2009 года. Торжество прошло в традиционном шотландском стиле, в том числе были приглашены музыканты-волынщики. Уорк с супругой живут в Ванхаусе вблизи Стовмаркета в графстве Саффолк.
Родной брат Уорка, Алекс также был футболистом и играл за «Сент-Миррен», некоторое время Джон пытался ему подражать.

### Съёмки в фильмах
В 1981 году Уорк был одним из нескольких игроков «Ипсвича», которые сыграли в компании звёзд кино и других звёзд футбола, в частности Пеле и Бобби Мура, в фильме о футболе во время Второй мировой войны под названием «Бегство к победе». В фильме также снялись Сильвестр Сталлоне, Майкл Кейн и Макс фон Сюдов. Уорк сыграл персонажа по имени Артур Хейс. Происхождение Уорка зрителю выдавал его акцент, характерный для жителей Глазго.

### После завершения карьеры игрока
После своего ухода из профессионального футбола Уорк продолжил жить в графстве Саффолк, как и многие бывшие игроки «Ипсвича», в том числе Аллан Хантер, Мик Миллз, Роджер Осборн и Мик Ламберт. Несмотря на уход из большого спорта, Уорк продолжал играть в футбол как любитель. Он подписал контракт с «Вудбридж Таун» в 1999 году вместе с бывшим партнером по «Ипсвичу», Полом Мейсоном. Кроме этого, он играл в клубах ветеранов «Виндзор» и «Итон», а также за команду компании «Soccer AM» под названием «Беджерс» на «Миллениуме» и представлял команду ветеранов «Ливерпуля» в матчах под эгидой «Sky Sports».
В 2005 году компания BBC организовала проект «Football Focus», по итогом которого фанаты «Ипсвич Таун» признали Уорка «культовым героем всех времён». В 2008 году «Радио Саффолк» объявило, что он присоединится к их команде в качестве футбольного аналитика наряду с бывшими товарищами по команде Кевином Битти и Брайаном Хемилтоном. С апреля 2009 года Уорк работает в отделе реабилитации травмированных в «Ипсвич Таун».

### Автобиография
Автобиография «Wark On» была опубликована 9 апреля 2009 года. Книга содержит материал, которым очень заинтересовались СМИ. Уорк заявил, что он немного заработал, продавая билеты на финал Кубка Англии на чёрном рынке. Уорк использовал заработанные денежные средства, чтобы оплатить свою свадьбу. Он добавил: «Игроки других команд делают это, так почему нельзя нам? В настоящее время это незаконно, но в те времена это рассматривалось как дополнительный бонус.» В докладе также фигурировали выпады в сторону нынешних звёзд команды. Уорк сказал: «Ни один из них не был достаточно хорош [чтобы выступать] во время моей игры на „Энфилде“»

## Стиль игры и индивидуальность
Уорк играл как на позиции центрального защитника, так и полузащитника, а иногда даже нападающего. Уорк был необычным игроком, он был в состоянии играть опорного полузащитника и в то же время прорываться вперёд и забивать. По словам его бывшего партнёра по команде Терри Батчера, так было потому, что его коллеги имели возможность оттянуться назад, дабы прикрыть его позицию.

Я играл с Джоном Уорком, который является опорным полузащитником, но он был одним из лучших бомбардиров в Англии и Европе. Когда ты видишь возможность, воспользуйся ею, если другие это увидят и тебя подстрахуют.Оригинальный текст (англ.)I played with John Wark, who was a sitting midfielder but was one of the top scorers in England and Europe. If you see it, then do it, as long as the others spot it and cover for you.
По мнению футбольного журналиста Джима Уайта, Уорк был первоклассным исполнителем: 

Не существует никаких сомнений, что принцип «один за всех и все за одного», менталитет игры воспитывается в раздевалке «Энфилда», на этом принципе была построена отличная команда. С такими игроками, как Алан Кеннеди, Джон Уорк, Сэмми Ли и Крейг Джонстон никто не мог сказать, что это был просто набор отличных игроков, как современный «Реал Мадрид». Каждую неделю они играли как нечто большее, чем сумма частей. […] Что касается Уорка, то это опорный полузащитник с удивительной способностью забивать голы.Оригинальный текст (англ.)There is no question that the 'one-for-all, all-for-one' mentality generated in the Anfield dressing room was the engine that drove the great team. With players such as Alan Kennedy, John Wark, Sammy Lee and Craig Johnston, nobody could claim this was a collection of top-notch operators in the manner, say, of the current Real Madrid. Every week, they played as an entity greater than the sum of its parts. What about Wark, he is a defensive midfielder with an astonishing goalscoring record.
В эти годы Уорк постоянно носил усы. Оуэн Слот назвал его «бессмертными усами Ипсвича», в то время как Уорк сам отметил: «Это что-то вроде торговой марки, хотя люди всегда называл меня Брюс (подчёркивая сходство с вратарём „Ливерпуля“ Брюсом Гроббеларом).».

## Достижения

### Командные
«Ипсвич Таун»
- Чемпион Второго дивизиона Футбольной лиги: 1991/92
- Обладатель Кубка Англии: 1977/78
- Обладатель Кубка УЕФА: 1980/81

 «Ливерпуль»
- Чемпион Англии (2): 1983/84; 1985/86

### Личные
- Молодой игрок года в Европе: 1981
- Игрок года по версии футболистов ПФА: 1981
- 100-е место в списке «100 Players Who Shook The Kop» (2006)[102]
- Один из четырёх игроков «Ипсвич Таун», введённых в Зал Славы клуба (2007)[103].
- Лучший игрок «Ипсвича», по опросу болельщиков клуба к 100-летию ПФА (2007)[104].

## Статистика
| Клуб        | Сезон   | Матчи | Матчи | Матчи      | Матчи  | Голы |
| Клуб        | Сезон   | Лига  | Кубок | Кубок лиги | Другое | Голы |
| ----------- | ------- | ----- | ----- | ---------- | ------ | ---- |
| Ипсвич Таун | 1974/75 | 3     | 2     | 0          | 0      | 0    |
| Ипсвич Таун | 1975/76 | 3     | 1     | 0          | 0      | 0    |
| Ипсвич Таун | 1976/77 | 33    | 3     | 2          | 0      | 10   |
| Ипсвич Таун | 1977/78 | 18    | 7     | 0          | 1      | 7    |
| Ипсвич Таун | 1978/79 | 42    | 5     | 1          | 7      | 9    |
| Ипсвич Таун | 1979/80 | 41    | 4     | 2          | 3      | 15   |
| Ипсвич Таун | 1980/81 | 40    | 7     | 5          | 12     | 36   |
| Ипсвич Таун | 1981/82 | 42    | 3     | 8          | 2      | 23   |
| Ипсвич Таун | 1982/83 | 42    | 3     | 2          | 2      | 23   |
| Ипсвич Таун | 1983/84 | 32    | 2     | 4          | 0      | 11   |
| Всего       | Всего   | 266   | 37    | 24         | 27     | 134  |
| Ливерпуль   | 1983/84 | 9     | 0     | 0          | 0      | 2    |
| Ливерпуль   | 1984/85 | 40    | 7     | 3          | 12     | 27   |
| Ливерпуль   | 1985/86 | 9     | 4     | 3          | 2      | 6    |
| Ливерпуль   | 1986/87 | 11    | 2     | 3          | 1      | 7    |
| Ливерпуль   | 1987/88 | 1     | 0     | 1          | 0      | 0    |
| Всего       | Всего   | 70    | 13    | 10         | 15     | 42   |
| Ипсвич Таун | 1987/88 | 7     | 0     | 0          | 2      | 2    |
| Ипсвич Таун | 1988/89 | 41    | 1     | 3          | 4      | 13   |
| Ипсвич Таун | 1989/90 | 41    | 2     | 1          | 3      | 10   |
| Всего       | Всего   | 89    | 3     | 4          | 9      | 25   |
| Мидлсбро    | 1990/91 | 32    | 2     | 5          | 0      | 2    |
| Всего       | Всего   | 32    | 2     | 5          | 0      | 2    |
| Ипсвич Таун | 1991/92 | 37    | 5     | 1          | 3      | 3    |
| Ипсвич Таун | 1992/93 | 37    | 4     | 7          | 0      | 7    |
| Ипсвич Таун | 1993/94 | 38    | 5     | 3          | 0      | 4    |
| Ипсвич Таун | 1994/95 | 26    | 2     | 0          | 0      | 4    |
| Ипсвич Таун | 1995/96 | 14    | 2     | 1          | 2      | 2    |
| Ипсвич Таун | 1996/97 | 2     | 0     | 1          | 0      | 0    |
| Всего       | Всего   | 154   | 18    | 13         | 5      | 20   |
| Итого       | Итого   | 611   | 73    | 56         | 56     | 223  |

Источник:
- Профиль на сайте National Football Teams (англ.)

| Матчи и голы Джона Уорка за сборную Шотландии | Матчи и голы Джона Уорка за сборную Шотландии | Матчи и голы Джона Уорка за сборную Шотландии | Матчи и голы Джона Уорка за сборную Шотландии | Матчи и голы Джона Уорка за сборную Шотландии | Матчи и голы Джона Уорка за сборную Шотландии |
| №                                             | Дата                                          | Оппонент                                      | Счёт                                          | Голы Уорка                                    | Соревнование                                  |
| --------------------------------------------- | --------------------------------------------- | --------------------------------------------- | --------------------------------------------- | --------------------------------------------- | --------------------------------------------- |
| 1                                             | 19 мая 1979                                   | Уэльс                                         | 0:3                                           | -                                             | Домашний чемпионат Великобритании             |
| 2                                             | 22 мая 1979                                   | Северная Ирландия                             | 1:0                                           | -                                             | Домашний чемпионат Великобритании             |
| 3                                             | 26 мая 1979                                   | Англия                                        | 1:3                                           | 1                                             | Домашний чемпионат Великобритании             |
| 4                                             | 28 апреля 1982                                | Северная Ирландия                             | 1:1                                           | 1                                             | Домашний чемпионат Великобритании             |
| 5                                             | 24 мая 1983                                   | Северная Ирландия                             | 0:0                                           | -                                             | Домашний чемпионат Великобритании             |
| 6                                             | 1 июня 1983                                   | Англия                                        | 0:2                                           | -                                             | Домашний чемпионат Великобритании             |
| 7                                             | 26 мая 1984                                   | Англия                                        | 1:1                                           | -                                             | Домашний чемпионат Великобритании             |
| 8                                             | 15 июня 1982                                  | Новая Зеландия                                | 5:2                                           | 2                                             | Финальные матчи ЧМ-1982                       |
| 9                                             | 18 июня 1982                                  | Бразилия                                      | 1:4                                           | -                                             | Финальные матчи ЧМ-1982                       |
| 10                                            | 22 июня 1982                                  | СССР                                          | 2:2                                           | -                                             | Финальные матчи ЧМ-1982                       |
| 11                                            | 25 февраля 1981                               | Израиль                                       | 1:0                                           | -                                             | Отборочные матчи ЧМ-1982                      |
| 12                                            | 25 марта 1981                                 | Северная Ирландия                             | 1:1                                           | 1                                             | Отборочные матчи ЧМ-1982                      |
| 13                                            | 9 сентября 1981                               | Швеция                                        | 2:0                                           | -                                             | Отборочные матчи ЧМ-1982                      |
| 14                                            | 2 июня 1979                                   | Аргентина                                     | 1:3                                           | -                                             | Товарищеский матч                             |
| 15                                            | 12 сентября 1979                              | Перу                                          | 1:1                                           | -                                             | Товарищеский матч                             |
| 16                                            | 24 февраля 1982                               | Испания                                       | 0:3                                           | -                                             | Товарищеский матч                             |
| 17                                            | 23 марта 1982                                 | Нидерланды                                    | 2:1                                           | -                                             | Товарищеский матч                             |
| 18                                            | 21 сентября 1983                              | Уругвай                                       | 2:0                                           | -                                             | Товарищеский матч                             |
| 19                                            | 1 июня 1984                                   | Франция                                       | 2:0                                           | -                                             | Товарищеский матч                             |
| 20                                            | 12 сентября 1984                              | Югославия                                     | 6:1                                           | -                                             | Товарищеский матч                             |
| 21                                            | 7 июня 1979                                   | Норвегия                                      | 4:0                                           | -                                             | Отборочные матчи ЧЕ-1980                      |
| 22                                            | 17 октября 1979                               | Австрия                                       | 1:1                                           | -                                             | Отборочные матчи ЧЕ-1980                      |
| 23                                            | 21 ноября 1979                                | Бельгия                                       | 0:2                                           | -                                             | Отборочные матчи ЧЕ-1980                      |
| 24                                            | 19 декабря 1979                               | Бельгия                                       | 1:3                                           | -                                             | Отборочные матчи ЧЕ-1980                      |
| 25                                            | 13 октября 1982                               | ГДР                                           | 2:0                                           | 1                                             | Отборочные матчи ЧЕ-1984                      |
| 26                                            | 17 ноября 1982                                | Швейцария                                     | 0:2                                           | -                                             | Отборочные матчи ЧЕ-1984                      |
| 27                                            | 30 марта 1983                                 | Швейцария                                     | 2:2                                           | 1                                             | Отборочные матчи ЧЕ-1984                      |
| 28                                            | 12 октября 1983                               | Бельгия                                       | 1:1                                           | -                                             | Отборочные матчи ЧЕ-1984                      |
| 29                                            | 16 ноября 1983                                | ГДР                                           | 1:2                                           | -                                             | Отборочные матчи ЧЕ-1984                      |

## Комментарии
1. ↑  Перед этим «Ипсвич» и «Лидс» три раза сыграли вничью в рамках шестого тура Кубка Англии, это был четвёртый матч-переигровка[14].
2. ↑  Рекорд был побит Юргеном Клинсманом, который забил 15 голов в Кубке УЕФА сезона 1995/96[32].
3. ↑  Двумя другими были Ян Мёльбю и Кевин Макдональд.
4. ↑  Включая один сезон до возвращения Уорка в «Ипсвич».